# Le Boulay-Morin
Le Boulay-Morin es una localidad y comuna francesa situada en la región de Alta Normandía, departamento de Eure, en el distrito de Évreux y cantón de Évreux-Nord.

## Demografía
| 188 | 151 | 400 | 457 | 516 | 558 |
| Para los censos de 1962 a 1999 la población legal corresponde a la población sin duplicidades (Fuente: INSEE [Consultar]) |     |     |     |     |     |

## Geografía
Le Boulay-Morin se encuentra a 7 km al norte de Évreux, en la carretera que une Évreux con Louviers.
Se divide en tres partes: le Bourg en el centro de la localidad, les Prévostes et le bois du Boulay y le hameau du Mesnil Doucerain. Prácticamente, la totalidad de las viviendas de la localidad son individuales.

## Historia
La comuna debe su nombre a su señor, Morin du Pin, senescal de Robert de Beaumont, conde de Moulan.

## Lugares y monumentos
- Iglesia de San Andrés: su patrón era el señor de la localidad. Data del siglo XVIII y contiene una talla de la virgen con el niño del siglo XVI y varias vidrieras de la misma época
- Castillo del parque de Diana: data del siglo XVIII, y actualmente se encuentra en manos privadas.

## Personalidades
- Bernard Lavilliers: en sus comienzos como cantante, estuvo muy ligado a esta localidad.